# Damão
Damão (em hindi: दमन; em gujarati: દમણ) é uma cidade da Índia, capital do território da União de Dadrá e Nagar Aveli e Damão e Diu. Até 1961 foi sede de distrito do antigo Estado Português da Índia. O município possui uma área de 72 km² e contava com cerca de 191 173 habitantes em 2011.

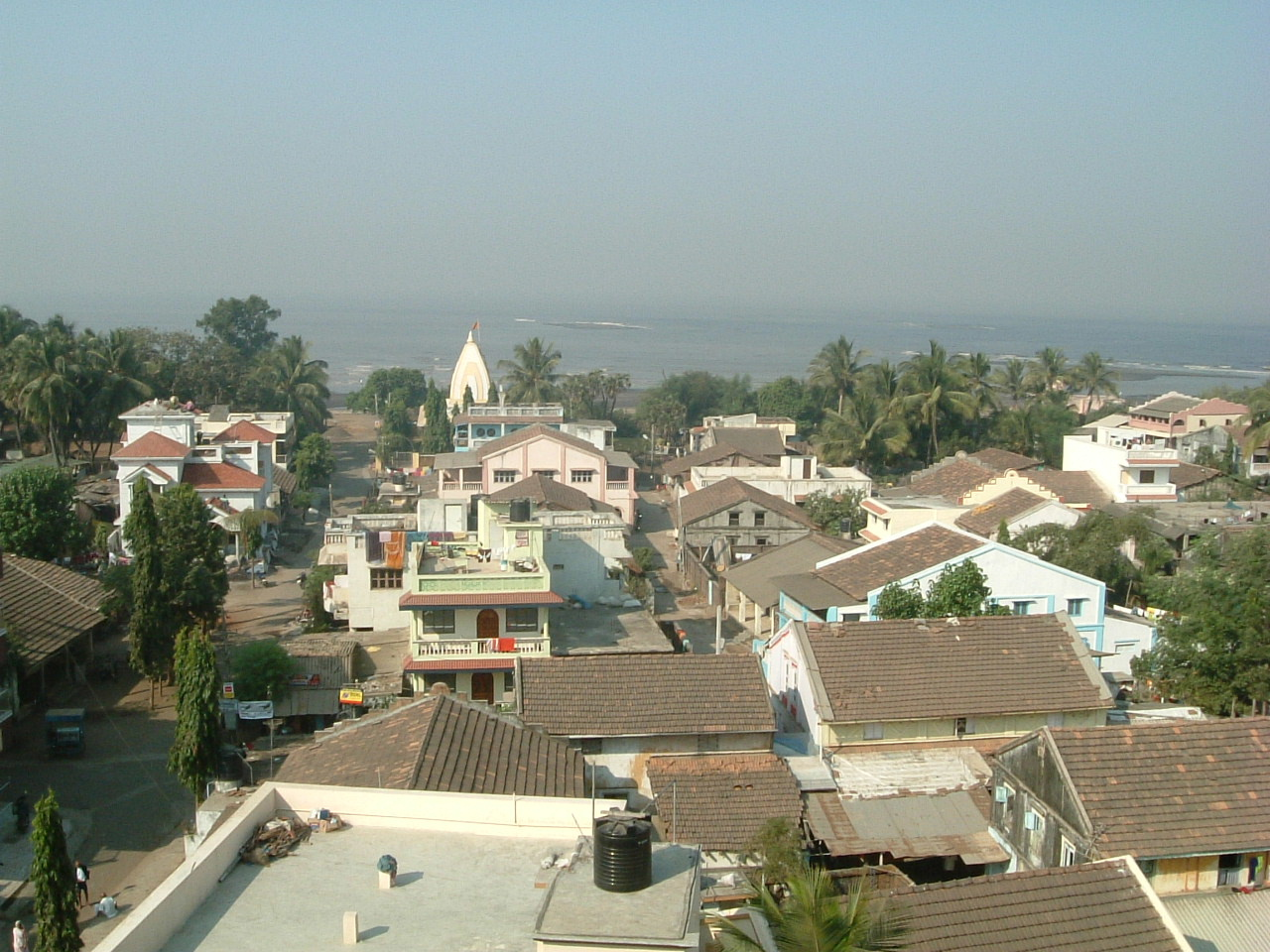
Vista de Damão sobre o mar

Localizada na costa do golfo de Cambaia, Damão formava, juntamente com Dadrá e Nagar Aveli (dois enclaves no território indiano), um dos três concelhos do antigo distrito português. O concelho compreendia as freguesias de Damão Grande (Moti Daman), Damão Pequeno (Nani Daman) e Sé.
O primeiro contacto dos portugueses com Damão deu-se em 1523, quando ali chegaram os navios de Diogo de Melo. Em 1534, o vice-rei D. Nuno da Cunha enviou António Silveira para arrasar os baluartes mouriscos da cidade, por saber que ali se encontravam os estaleiros e demais instalações necessárias ao apetrechamento das frotas islâmicas que combatiam as armadas portuguesas. O capitão-mor Martim Afonso de Sousa também foi incumbido de bombardear e destruir as fortificações. Apenas em 1559 a cidade seria definitivamente tomada, pelo vice-rei D. Constantino de Bragança.
A zona do Pequeno Damão, na margem direita do rio Damanganga, foi ocupada em 1614. Os sucessivos conflitos regionais — em especial as lutas contra os sidis (mercenários abissínios) e contra os maratas — resultaram na perda de territórios como Baçaim, que passou ao domínio marata em 1739. No ano seguinte caiu também Chaúl. Muitas vilas e aldeias foram então perdidas, até que, como compensação pelo auxílio militar prestado por Portugal a Madeva Pradan contra o príncipe Ragobá (aliado aos ingleses), o país recebeu, pelo Tratado de 1780, 72 aldeias, origem dos futuros enclaves de Dadrá e Nagar Aveli.
Em 18 de dezembro de 1961 o distrito português foi invadido pelas tropas da República da Índia e incorporado no novo território de Damão e Diu. Desde 2020, Damão é a capital oficial do território de Dadrá e Nagar Aveli e Damão e Diu.